# Claudia Sulewski
Claudia Sulewski (Chicago, 19 febbraio 1996) è un'attrice statunitense, nota principalmente per il ruolo di Emma nella serie televisiva The Commute e per quello di Becca nel film I Love My Dad.

## Biografia
Sulewski è nata a Chicago, Illinois, da Czesław Sulewski e Beata Krupińska. È cresciuta a Park Ridge, un sobborgo di Chicago. Ha due fratelli, Marcin e Kevin.
Dal 2018, Sulewski ha una relazione con il musicista Finneas O'Connell.

## Filmografia

### Attrice

#### Cinema
- Deadcon, regia di Caryn Waechter (2019)
- I Love My Dad, regia di James Morosini (2022)[7][8]

#### Televisione
- The Commute – serie TV, 21 episodi (2016-2017)
- T@gged – serie TV, 20 episodi (2016-2018)
- Embeds – serie TV, episodio 1×02 (2017)
- Hyperlinked – serie TV, episodio 1×05 (2017)
- Versus – serie TV, 6 episodi
- Runaways – serie TV, episodio 3×10 (2019)

### Videoclip
- Are You Bored Yet? - di Wallows feat. Clairo (2019)[9]
- Mona Lisa, Mona Lisa - di Finneas O'Connell (2022)
- For Crying Out Loud!  - di FINNEAS (2024)